# Рёуфосс (футбольный клуб)
«Рёуфосс» (норв. Asker Fotball) — норвежский футбольный клуб из города Рёуфосс. В настоящий момент он выступает во Втором дивизионе, третьем по силе дивизионе страны.
Футбольный клуб был основан 10 февраля 1918 года.
«Рёуфосс» играет свои домашние матчи на стадионе Рёуфосс в Аскере, вмещающем 2 500 зрителей.
В общей сложности «Рёуфосс» провёл 10 сезонов в главной норвежской футбольной лиге.